# Landisacq
Landisacq és un municipi francès situat al departament de l'Orne i a la regió de Normandia. L'any 2007 tenia 753 habitants.

## Demografia

### Població
El 2007 la població de fet de Landisacq era de 753 persones. Hi havia 284 famílies de les quals 56 eren unipersonals (28 homes vivint sols i 28 dones vivint soles), 96 parelles sense fills, 104 parelles amb fills i 28 famílies monoparentals amb fills.
La població ha evolucionat segons el següent gràfic:
Habitants censats

### Habitatges
El 2007 hi havia 336 habitatges, 292 eren l'habitatge principal de la família, 26 eren segones residències i 18 estaven desocupats. 325 eren cases i 10 eren apartaments. Dels 292 habitatges principals, 218 estaven ocupats pels seus propietaris, 71 estaven llogats i ocupats pels llogaters i 3 estaven cedits a títol gratuït; 3 tenien una cambra, 10 en tenien dues, 36 en tenien tres, 84 en tenien quatre i 159 en tenien cinc o més. 199 habitatges disposaven pel capbaix d'una plaça de pàrquing. A 116 habitatges hi havia un automòbil i a 166 n'hi havia dos o més.

### Piràmide de població
La piràmide de població per edats i sexe el 2009 era:
| Homes | Edats   | Dones |
| ----- | ------- | ----- |
| 0     | 95 o +  | 0     |
| 4     | 90 a 94 | 4     |
| 4     | 85 a 89 | 8     |
| 0     | 80 a 84 | 0     |
| 4     | 75 a 79 | 8     |
| 8     | 70 a 74 | 8     |
| 4     | 65 a 69 | 8     |
| 16    | 60 a 64 | 16    |
| 16    | 55 a 59 | 16    |
| 28    | 50 a 54 | 28    |
| 56    | 45 a 49 | 36    |
| 24    | 40 a 44 | 24    |
| 24    | 35 a 39 | 28    |
| 36    | 30 a 34 | 32    |
| 20    | 25 a 29 | 28    |
| 36    | 20 a 24 | 16    |
| 32    | 15 a 19 | 32    |
| 20    | 10 a 14 | 36    |
| 16    | 5 a 9   | 24    |
| 28    | 0 a 4   | 16    |

## Economia
El 2007 la població en edat de treballar era de 509 persones, 398 eren actives i 111 eren inactives. De les 398 persones actives 368 estaven ocupades (193 homes i 175 dones) i 30 estaven aturades (10 homes i 20 dones). De les 111 persones inactives 57 estaven jubilades, 26 estaven estudiant i 28 estaven classificades com a «altres inactius».

### Ingressos
El 2009 a Landisacq hi havia 294 unitats fiscals que integraven 786 persones, la mediana anual d'ingressos fiscals per persona era de 17.239 €.

### Activitats econòmiques
Dels 21 establiments que hi havia el 2007, 1 era d'una empresa alimentària, 3 d'empreses de fabricació d'altres productes industrials, 3 d'empreses de construcció, 6 d'empreses de comerç i reparació d'automòbils, 3 d'empreses d'hostatgeria i restauració, 1 d'una empresa de serveis, 1 d'una entitat de l'administració pública i 3 d'empreses classificades com a «altres activitats de serveis».
Dels 6 establiments de servei als particulars que hi havia el 2009, 1 era un taller de reparació d'automòbils i de material agrícola, 1 empresa de construcció, 1 perruqueria i 3 restaurants.
Dels 2 establiments comercials que hi havia el 2009, 1 era una botiga de més de 120 m² i 1 una botiga de menys de 120 m².
L'any 2000 a Landisacq hi havia 26 explotacions agrícoles que ocupaven un total de 644 hectàrees.

## Equipaments sanitaris i escolars
El 2009 hi havia una escola elemental integrada dins d'un grup escolar amb les comunes properes formant una escola dispersa.

## Poblacions més properes
El següent diagrama mostra les poblacions més properes.